# フリーゼンリート
フリーゼンリート (ドイツ語: Friesenried) は、ドイツ連邦共和国バイエルン州シュヴァーベン行政管区のオストアルゴイ郡に属す町村（以下、本項では便宜上「町」と記述する）で、エッゲンタール行政共同体を構成する自治体の一つである。

## 地理
フリーゼンリートはアルゴイ地方に位置する。

### 自治体の構成
この町は、公式には17の地区 (Ort) からなる。このうち小集落や孤立農場などを除く集落を以下に列記する。
- ブレックタハ
- フリーゼンリート
- ザーレンヴァング

## 歴史
フリーゼンリートの創設は912年まで遡る。1230年から1408年までこの地を治めたシュヴァルツェンブルク家の主城がブレックタハにあった。フリーゼンリートは1800年まではケンプテン修道院領に属し、上級・下級裁判所の所在地であった。1803年の帝国代表者会議主要決議以降はバイエルン領となった。バイエルンの行政改革に伴う1818年の市町村令により現在の自治体が成立した。

### 人口推移
- 1970年 1,261人
- 1987年 1.399人
- 2000年 1,541人

## 行政
町長はベルンハルト・フーバーである。

## 経済と社会資本

### 教育
- 国民学校 1校

## 引用
1. ↑  https://www.statistikdaten.bayern.de/genesis/online?operation=result&code=12411-003r&leerzeilen=false&language=de Genesis-Online-Datenbank des Bayerischen Landesamtes für Statistik Tabelle 12411-003r Fortschreibung des Bevölkerungsstandes: Gemeinden, Stichtag (Einwohnerzahlen auf Grundlage des Zensus 2011)
2. ↑  Bayerische Landesbibliothek Online